# Slag bij Dijon
De Slag bij Dijon, vond plaats in 500. In deze veldslag stonden de broers Gundobad en Godigisel, beiden koning over een deel van Bourgondië met hun legers tegenover elkaar. Godigisel werd gesteund door een Frankisch leger onder aanvoering van Chlodovech.

## Aanleiding
Al vanaf 473, het jaar dat koning Gundioc stierf, waren zijn zoons met elkaar in oorlog. Het koninkrijk van de Bourgonden was naar goed Germaans recht onder zijn zoons verdeeld. Gundobad, de meest ambitieuze van de broers, had zich in 486 het deel van Gundomar toebedeeld en in 493 Chilperik gedood. Godegisel, die beducht was voor de plannen van zijn broer, voerde in het geheim onderhandelingen met Chlodovech, een Frankische koning, om samen tegen hem ten strijde te trekken. Onderdeel van het verdrag dat zij sloten was het huwelijk van Clothilde, de dochter van zijn overleden broer Chilperik, met Chlodovech.
In 500 kwam Chlodovech met zijn leger naar het zuiden en samen trokken ze op tegen Gundobad. Hun veldtocht was succesvol, want bij Dijon werd het leger van Gundobad verslagen. Deze zocht na zijn nederlaag een goed heenkomen bij de Ostrogoten en vluchtte naar Avignon. De nederlaag die Gundobad leed had echter geen definitief karakter, want met steun van de Ostrogoten zou Gundobad het jaar daarop terugkomen en erin slagen Godegisel te verslaan.